# Шерил
Ше́рил (Cheryl, вариант Sheryl) — женское имя, преимущественно в англоговорящих странах.
Имя стало распространённым в начале XX века, наибольшую популярность обрело в начале «холодной войны». В Северной Америке имя было наиболее популярно с 1940-х годов до начала 1980-х, в Великобритании — с 1950-х до начала 1990-х.
Существует несколько теорий этимологии имени. Согласно наиболее распространённой, имя имеет итало-кельтские корни и является англифицированной формой французского имени en:Cherie (от латинского Cara, означающее «возлюбленная»; см. также en:Carissa (name)) или уэльского имени en:Carys (родственное Cara), изменённое подобно именам Мерил (en:Meryl) или Берил (Beryl), имевшим наибольшую популярность в первые десятилетия XX века.
Согласно менее распространённой теории, имя в основе своей германское и является женским вариантом мужского имени Charles, означающего «свободный человек». Женскими вариациями имени Charles являются Шарлотта (Charlotte), Карли (Carly), Карла (Carla) и Кэролайн (Caroline).